# Helius brachyphallus
Helius brachyphallus är en tvåvingeart som beskrevs av Alexander 1956. Helius brachyphallus ingår i släktet Helius och familjen småharkrankar. Inga underarter finns listade i Catalogue of Life.